# Ekspedycja 26
Ekspedycja 26 – stała załoga Międzynarodowej Stacji Kosmicznej. Misja trwała od listopada 2010 do marca 2011.

## Załoga
Załoga stacji składała się z sześciu członków, którzy przebywali na niej wspólnie od listopada 2010 do marca 2011 roku (liczba w nawiasie oznacza liczbę lotów odbytych przez każdego z astronautów, łącznie z Ekspedycją 26):
- Scott J. Kelly (2) Dowódca - NASA
- Aleksandr Kaleri (5) Inżynier pokładowy 1 - Roskosmos
- Oleg Skripoczka (1) Inżynier pokładowy 2 - Roskosmos
- Dmitrij Kondratjew (1), Inżynier pokładowy 3 - Roskosmos
- Paolo Nespoli (2), Inżynier pokładowy 4 - ESA
- Catherine Coleman (3), Inżynier pokładowy 5 - NASA

## Spacery kosmiczne
W trakcie miały miejsce dwa rosyjskie spacery kosmiczne. Pierwszy (EVA-27) został przeprowadzony w piątek, 21 stycznia 2011. Drugi (EVA-28) odbył się 16 lutego 2011. W obu spacerach udział wzięli kosmonauci Oleg Skripoczka i Dmitrij Kondratiew.